# Automobiles Decauville

Decauville von 1899 während des London to Brighton Veteran Car Run

Die Société des Voitures Automobiles Decauville war ein auf die Automobilproduktion spezialisiertes Tochterunternehmen der Maschinen- und Lokomotivfabrik Établissements Decauville Ainé.

## Unternehmensgeschichte

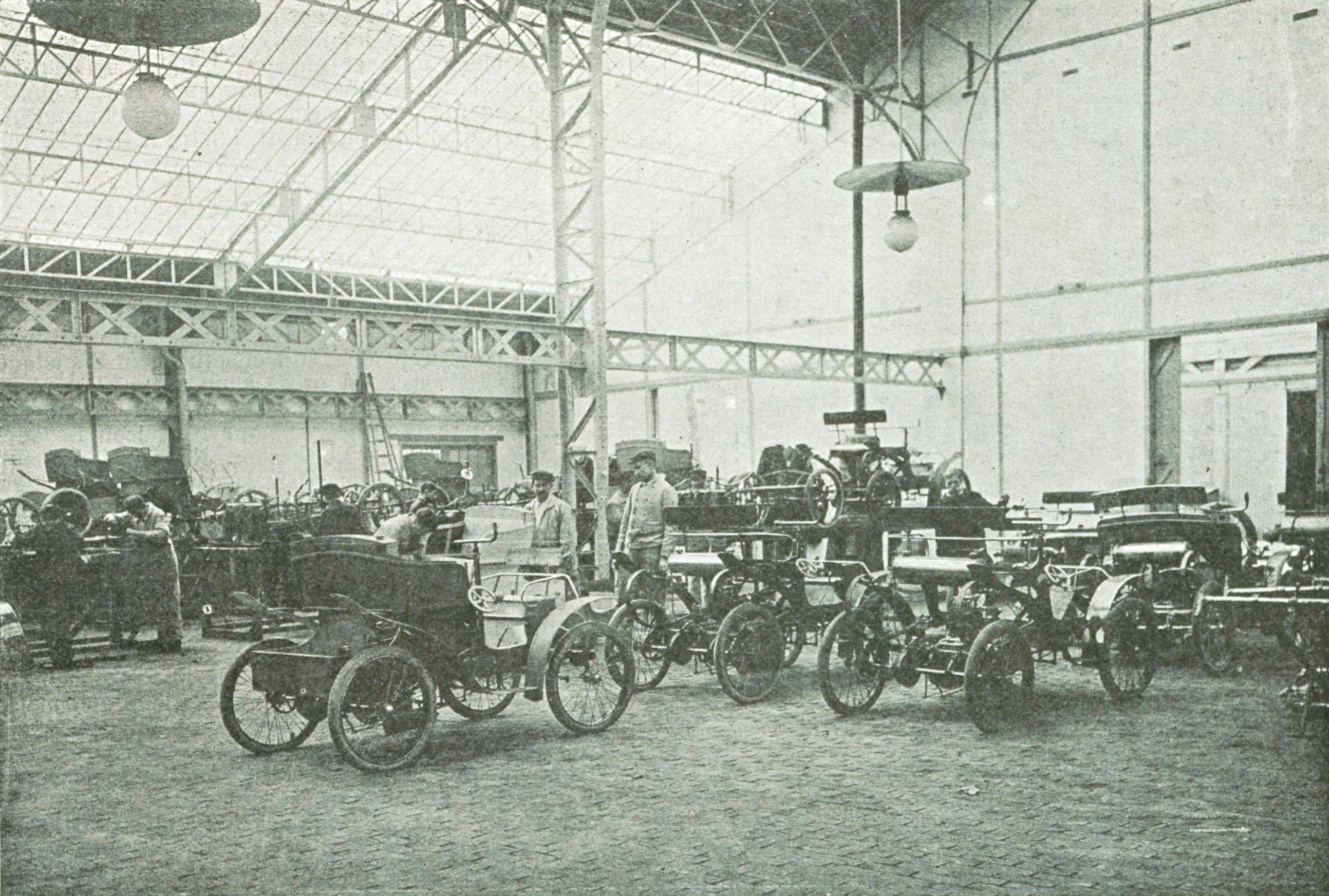
Montagehalle (1900)

Paul Decauville gründete 1897 das Tochterunternehmen in Corbeil. Die Automobilproduktion begann 1898. Dazu übernahm es den Automobilhersteller Guédon aus Bordeaux sowie dessen Ingenieur Gustave Cornilleau.
Ab 1900 entstanden Modelle mit Frontmotor. Eines davon erwarb Henry Royce, der damit aber nicht zufrieden war und es zum Royce 10 HP weiterentwickelte. Es bildete das technische Fundament der Marke Rolls-Royce.
1906 gab es große Tourenwagen, deren Motoren bis zu 9300 cm³ Hubraum hatten. Lizenzen erhielten Ehrhardt und Lux’sche Industriewerke in Deutschland sowie Fabbrica di Automobili e Cicli Lux in Italien.
1910 endete die Autoproduktion. 1911 wurde das auf die Automobilproduktion spezialisierte Tochterunternehmen aufgelöst.

## Fahrzeuge

### Personenwagen

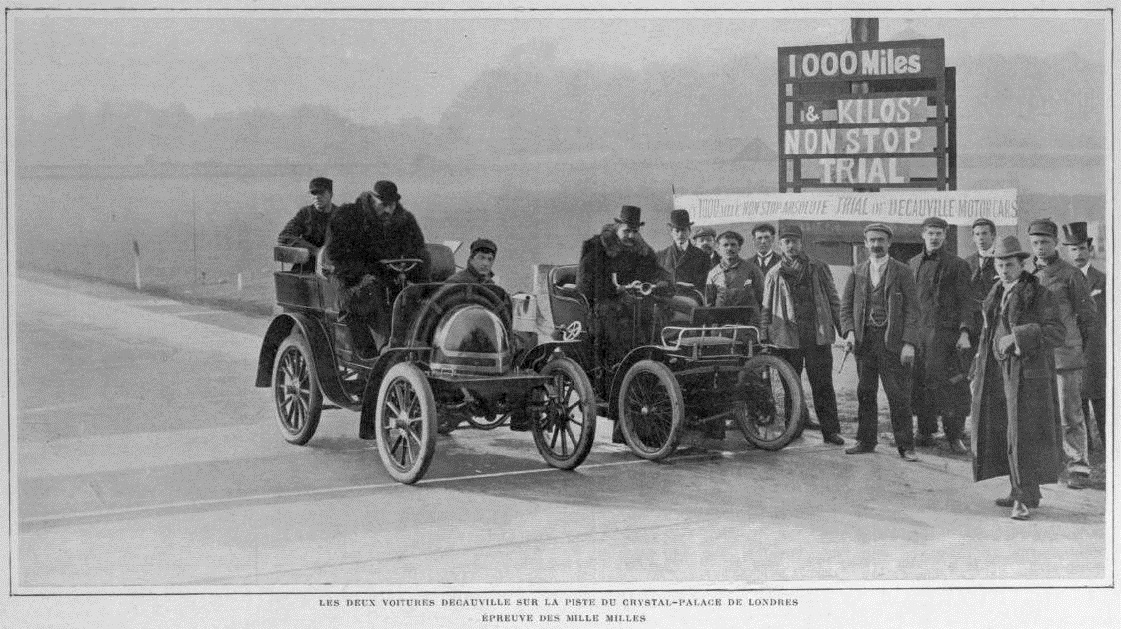
Decauville 8 CV und 5 CV (1900, 1000 miles, Crystal Palace)

Das erste Modell von 1898, die „Voiturelle“, war ein offener Zweisitzer mit Lenkkurbel und hatte einen luftgekühlten Zweizylindermotor von De Dion-Bouton mit 3 PS (ca. 2 kW). Die Kurbelwelle mit zwei um 180° versetzten Kröpfungen für die beiden aufrecht stehenden Zylinder ihres Heckmotors war damals noch sehr ungewöhnlich. Chabrière nahm im Juli 1898 mit einer 3 CV Voiturelle an der Fernfahrt Paris–Amsterdam–Paris mit der Startnummer 105 in der Klasse Tourenwagen bis drei Sitzplätze teil. Bei der Tour de France en Automobile über 2190 km im Juli 1899 belegten drei Decauville 3 CV die ersten drei Plätze in der Voiturette-Klasse: Fernand Gabriel (Startnummer 67) gewann vor Léon Théry und Uhlmann. Das Automobilwerk Eisenach in Deutschland und Marchand in Italien bauten das Fahrzeug in Lizenz nach.
1899 folgte das Modell 5 CV, ein Zweisitzer mit vis-à-vis-Sitz. Abhängig vom eingebauten Getriebe – zwei oder drei Vorwärtsgänge – betrug die Höchstgeschwindigkeit 25 km/h oder 35 km/h. Ein Fahrzeug dieser Bauart ist im Musée Henri Malartre in Rochetaillée-sur-Saône zu besichtigen.
1900 wurde der 8 CV vorgestellt, ein Fahrzeug mit Platz für vier Personen. Ein wassergekühlter Zweizylindermotor mit elektrischer Zündung leistete 8 PS (6 kW). Das Getriebe hatte drei Vorwärtsgänge und einen Rückwärtsgang, die Antriebsleistung wurde mit einer Kardanwelle auf die Hinterachse übertragen. Der Wagen hatte noch eine Lenkkurbel statt eines Lenkrades. Die Höchstgeschwindigkeit wurde mit 35 bis 40 km/h angegeben. Mit einem 5-CV- und einem 8-CV-Wagen veranstaltete Decauville am 22. November 1900 eine werbeträchtige Non-stop-Ausdauerfahrt über 1000 Meilen im Londoner Crystal Palace. Dabei war das Stoppen der Fahrzeuge weder für das Nachtanken noch für Fahrerwechsel erlaubt, sondern nur zum Wechseln defekter Räder und bei laufendem Motor. Der 5 CV legte die 1000 Meilen in 48 Stunden 24 min. zurück, der 8 CV fuhr 1000 km in 24 Std. 54 min.
1902 wurden der 10 CV und 20 CV mit Tonneau-Karosserie vorgestellt. Der 10 CV hatte einen Zweizylindermotor (Bohrung × Hub: 110 mm × 110 mm) und leistete 10 PS (7,4 kW) bei 1000/min. Die Antriebskraft wurde mit einer Kardanwelle an die Hinterachse übertragen. Das Getriebe hatte vier Vorwärtsgänge, die Höchstgeschwindigkeit wurde mit 55 km/h angegeben. Der 20 CV hatte einen Vierzylindermotor, der aus je zwei Zweizylindermotoren des 10 CV konstruiert worden war, entsprach darüber hinaus aber dem 10 CV.
1903 kam der 16 CV mit Tonneau und einem zeitgemäßen Wabenkühler. Er hatte einen Vierzylindermotor, Dreiganggetriebe und Kardanwelle.

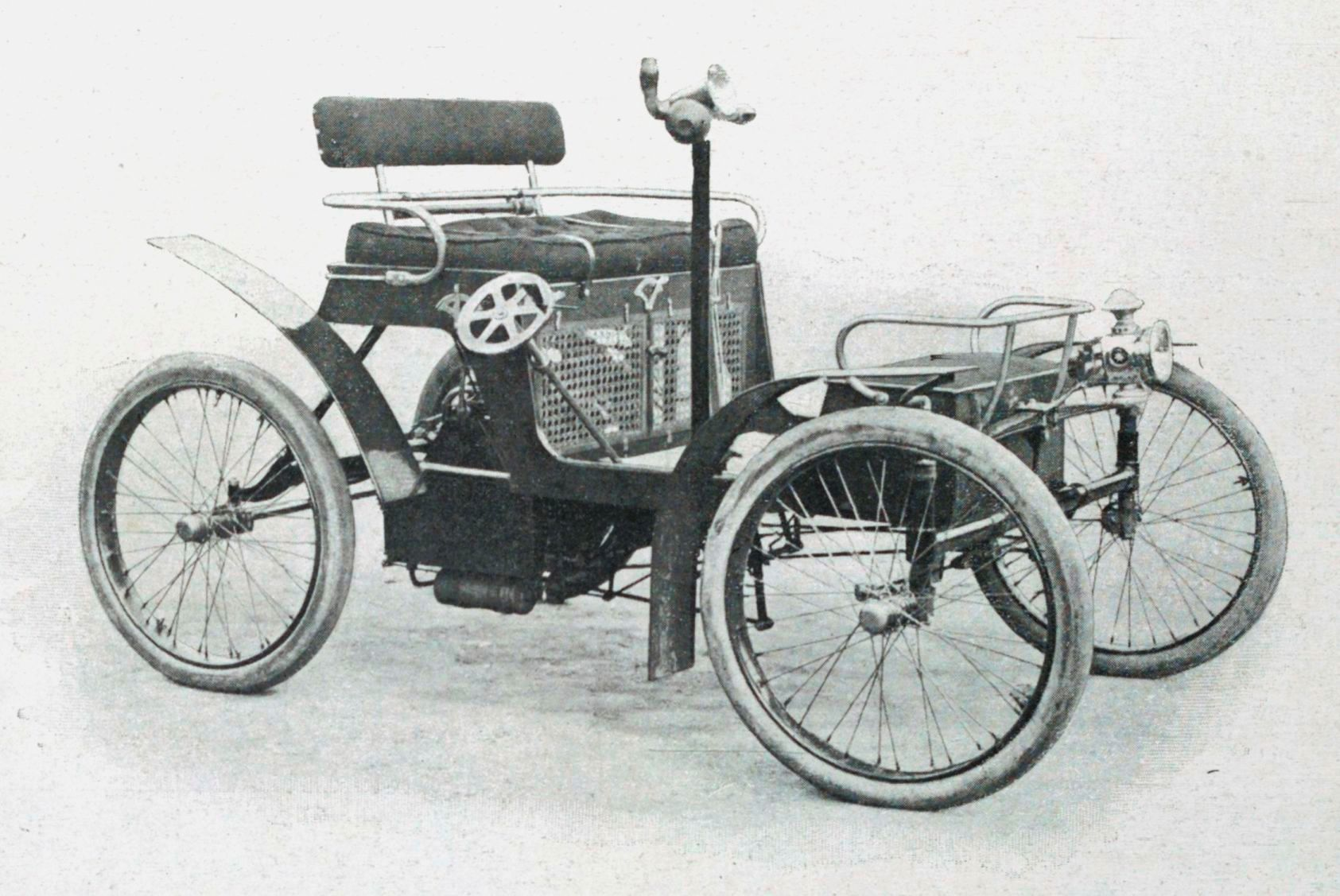
Decauville 3 CV (1898)
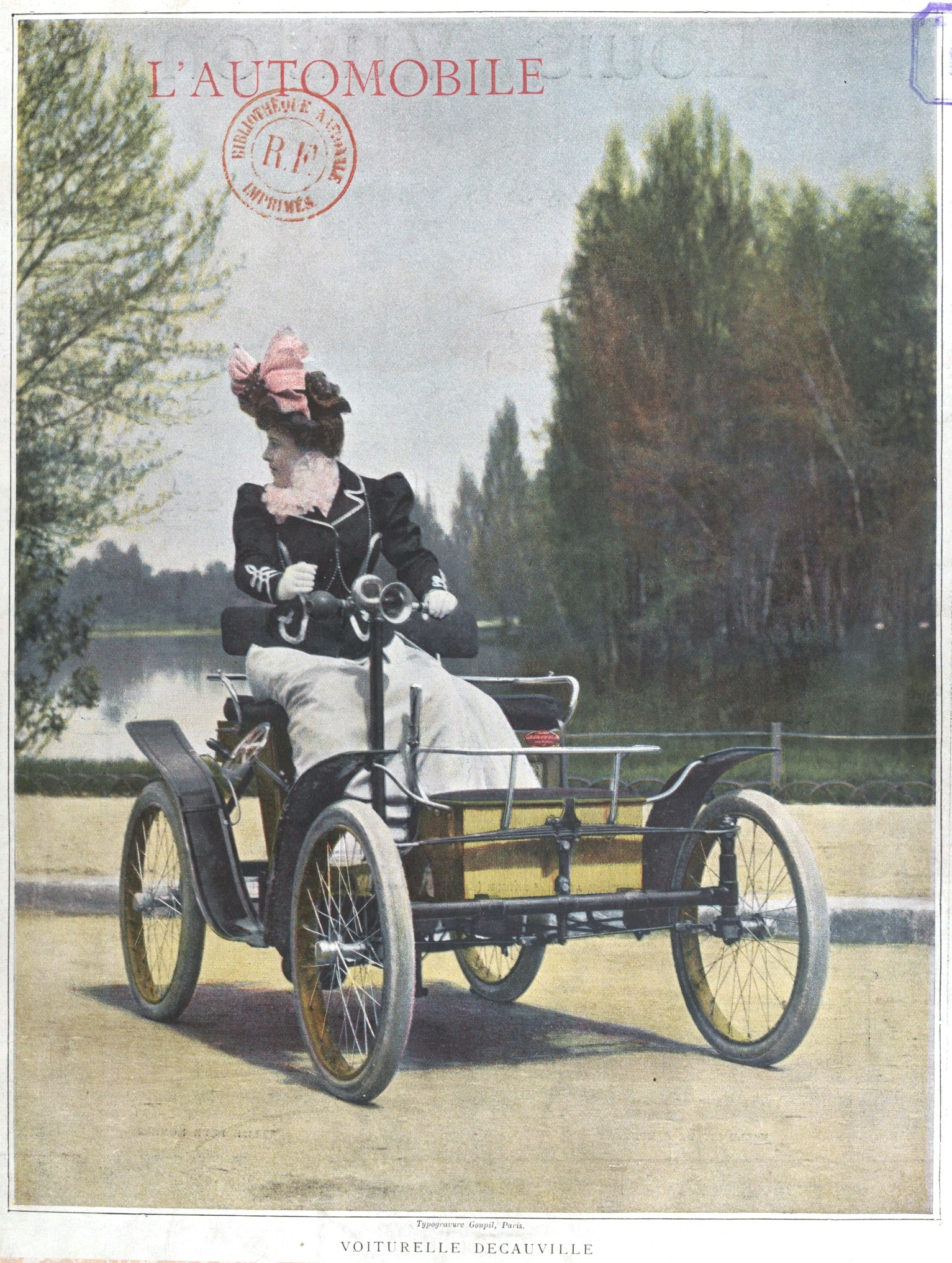
Decauville 3 CV (1898)
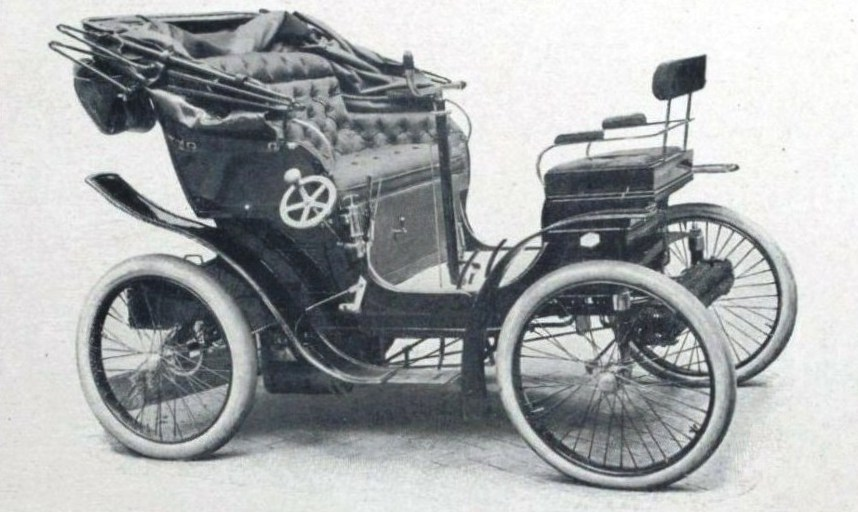
Decauville 5 CV (1901)
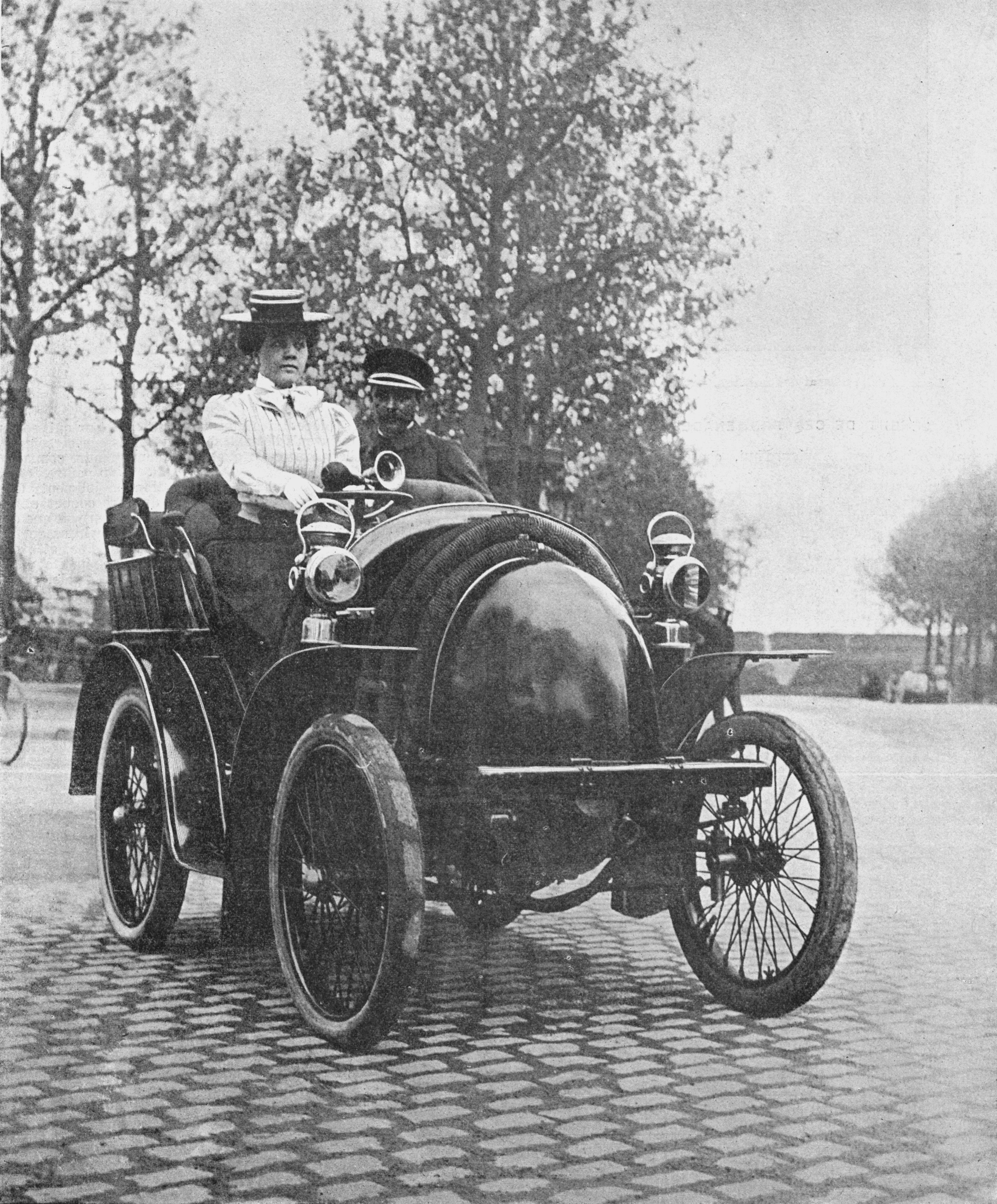
Decauville 8 CV (1900)
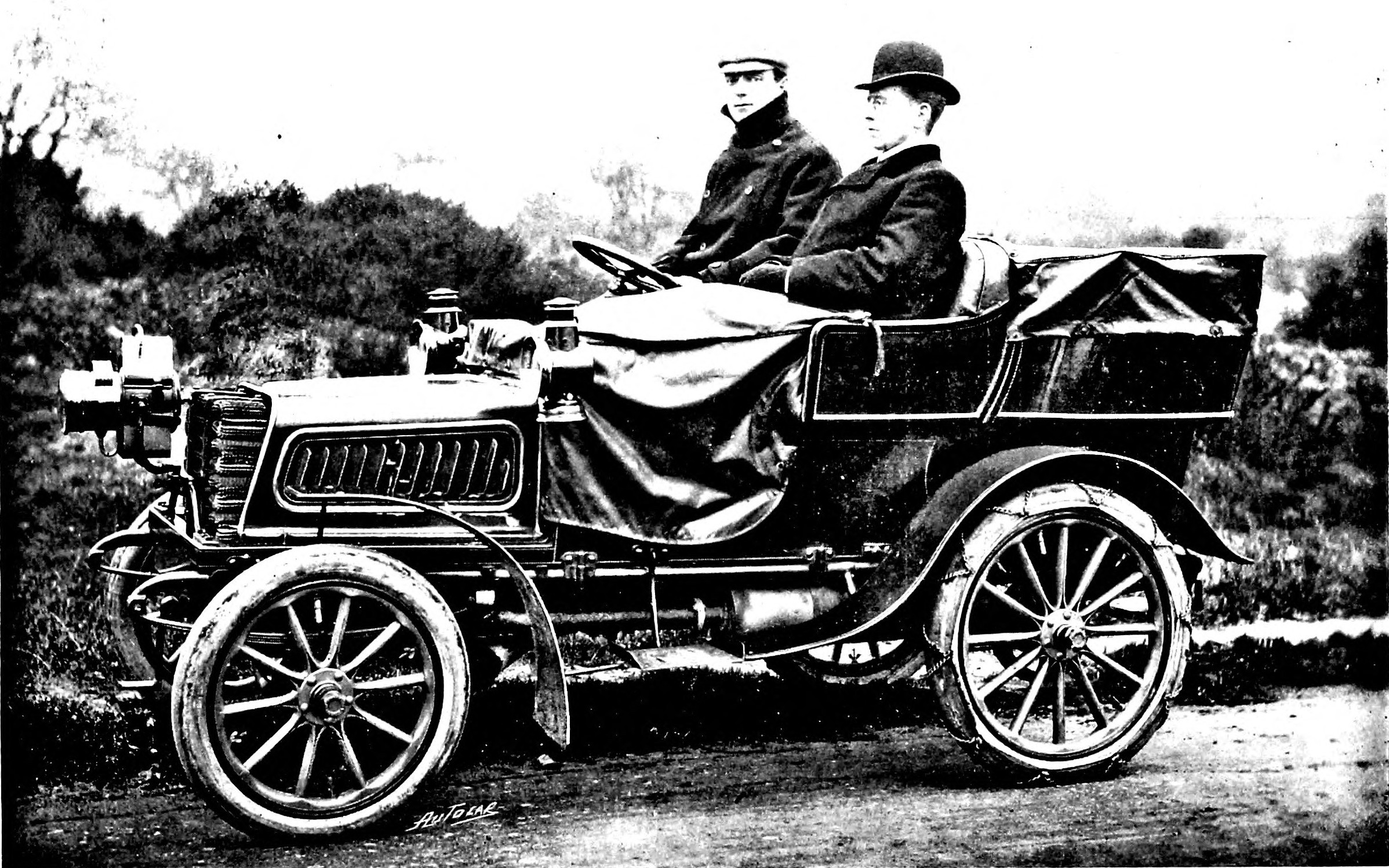
Decauville 10 CV (1903)
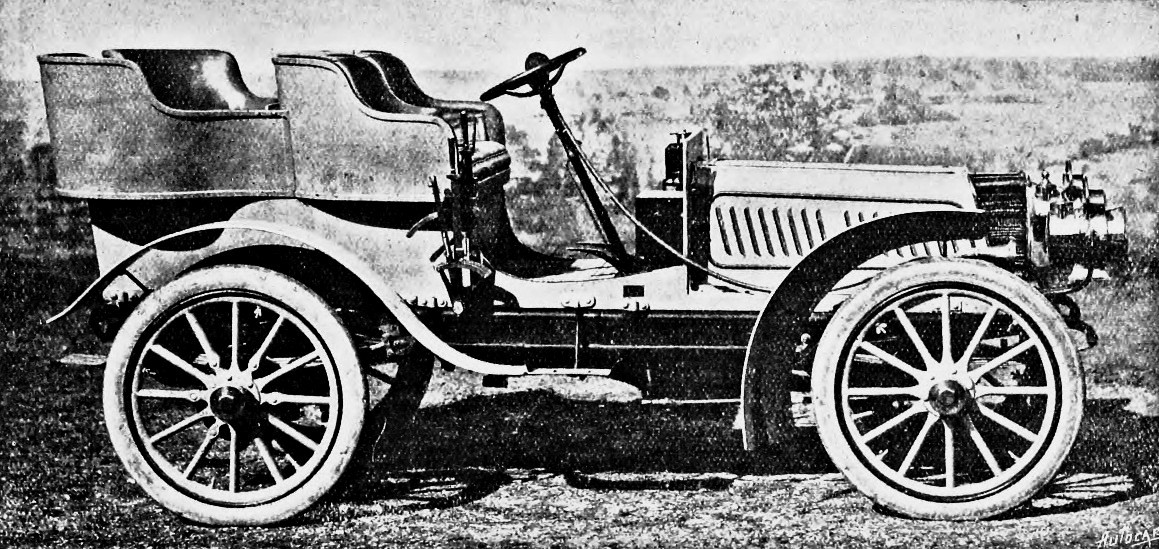
Decauville 20 CV (1902)
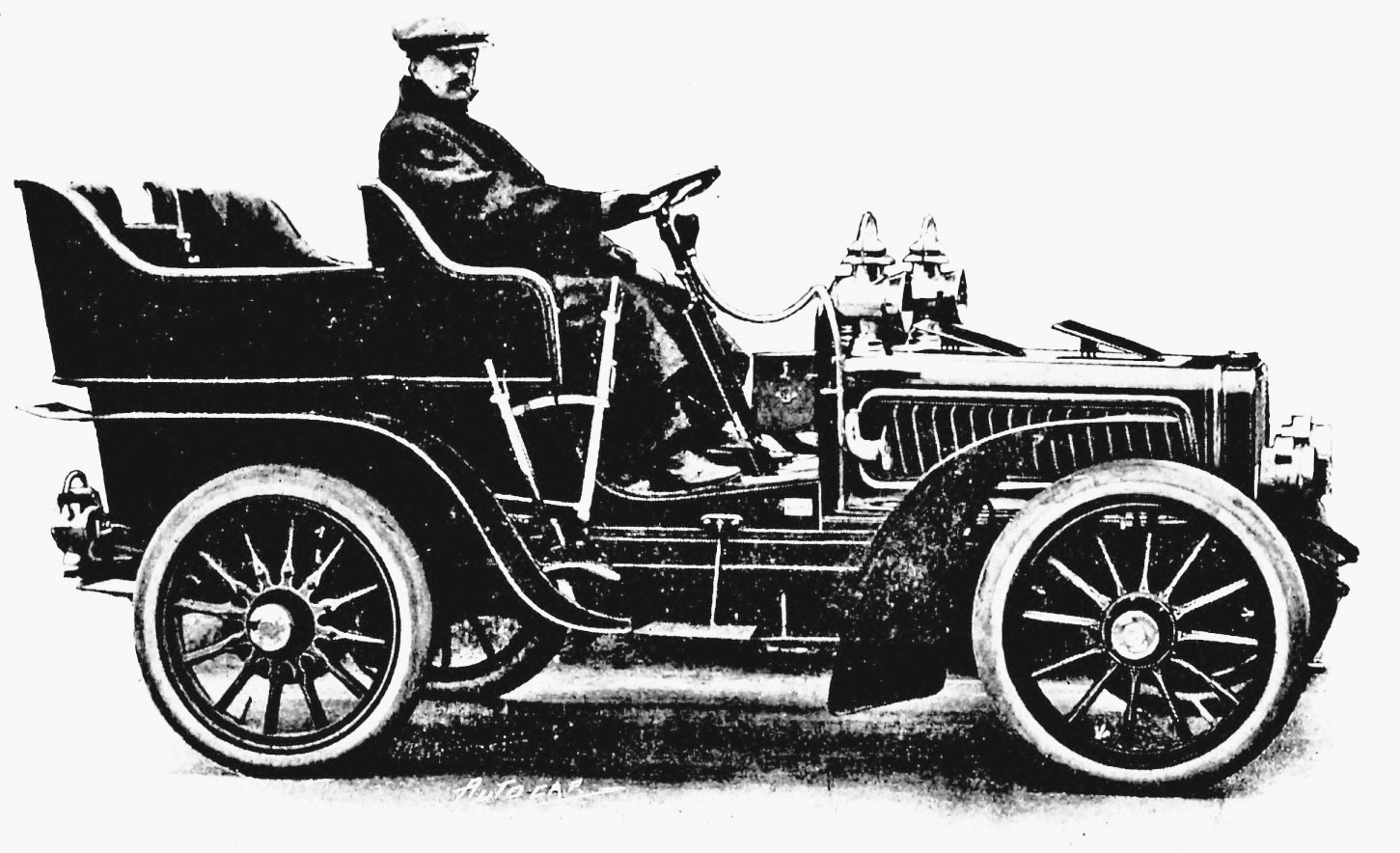
Decauville 16 CV (1903)

### Rennfahrzeuge und Motorsport
1900 wurde das Zweisitzer-Chassis mit dem 8-CV-Motor versehen und für Rennen verwendet. Bei der Coupe des Voiturettes (Paris-Rouen-Paris) im März 1900 belegten Léon Théry und Louis Ravenez mit Decauville-Voiturettes die Plätze eins und drei.
1901 erhielt der 8 CV die damals in Frankreich typische Form der Motorhaube. Der 8 CV wurde 1901 bei mehreren automobilen Wettbewerben in Frankreich eingesetzt. Am wichtigsten Rennen des Jahres, Paris-Berlin im Juni 1901, nahmen sechs Decauville 8 CV teil; unter den Fahrern waren Léon Théry, Chabrière, Henri Page und Uhlmann.
Im November 1901 wurde der 18 CV course ins Rennen am Course de côte de Gaillon geschickt, bei dem Léon Théry einen Klassensieg erreichte. Léon Théry, Page und 'de la Touloubre' bestritten mit dem 18 CV bis Mitte 1902 die französischen Automobilrennen. 1903 benutzte Page einen 18 CV für die Teilnahme am abgebrochenen Städterennen Paris–Madrid (Paris–Bordeaux) im Mai 1903 und fuhr ab Juli 1903 mit diesem Wagen Rennen in den USA, um Decauville auf dem amerikanischen Automarkt bekannt zu machen.
1903 erhöhte Decauville die Motorleistung seiner Rennwagen weiter: Mit dem 24 CV bestritt 'de la Touloubre' 1903 Rennen in Frankreich, unter anderem das Kilometer-Rennen von Le kilomètre et le mile à Dourdan bei Dourdan. Léon Théry nahm mit dem schwereren 45 CV am Rennen Paris–Madrid (bzw. Paris–Bordeaux) im Mai 1903 teil und wurde Sechster in der Klasse bis 650 kg.

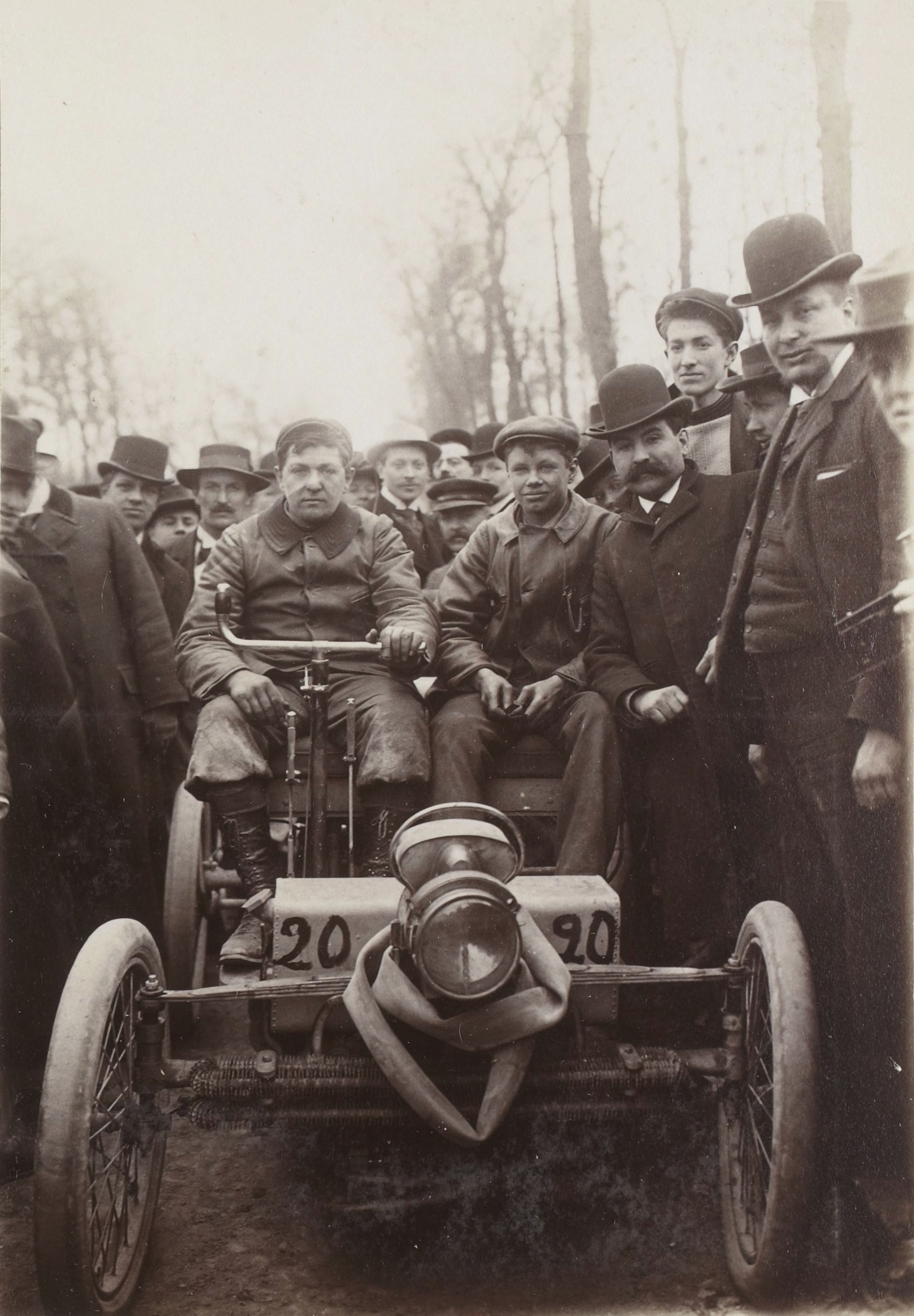
Decauville 8 CV course (1900 Coupe des Voiturettes, Théry)
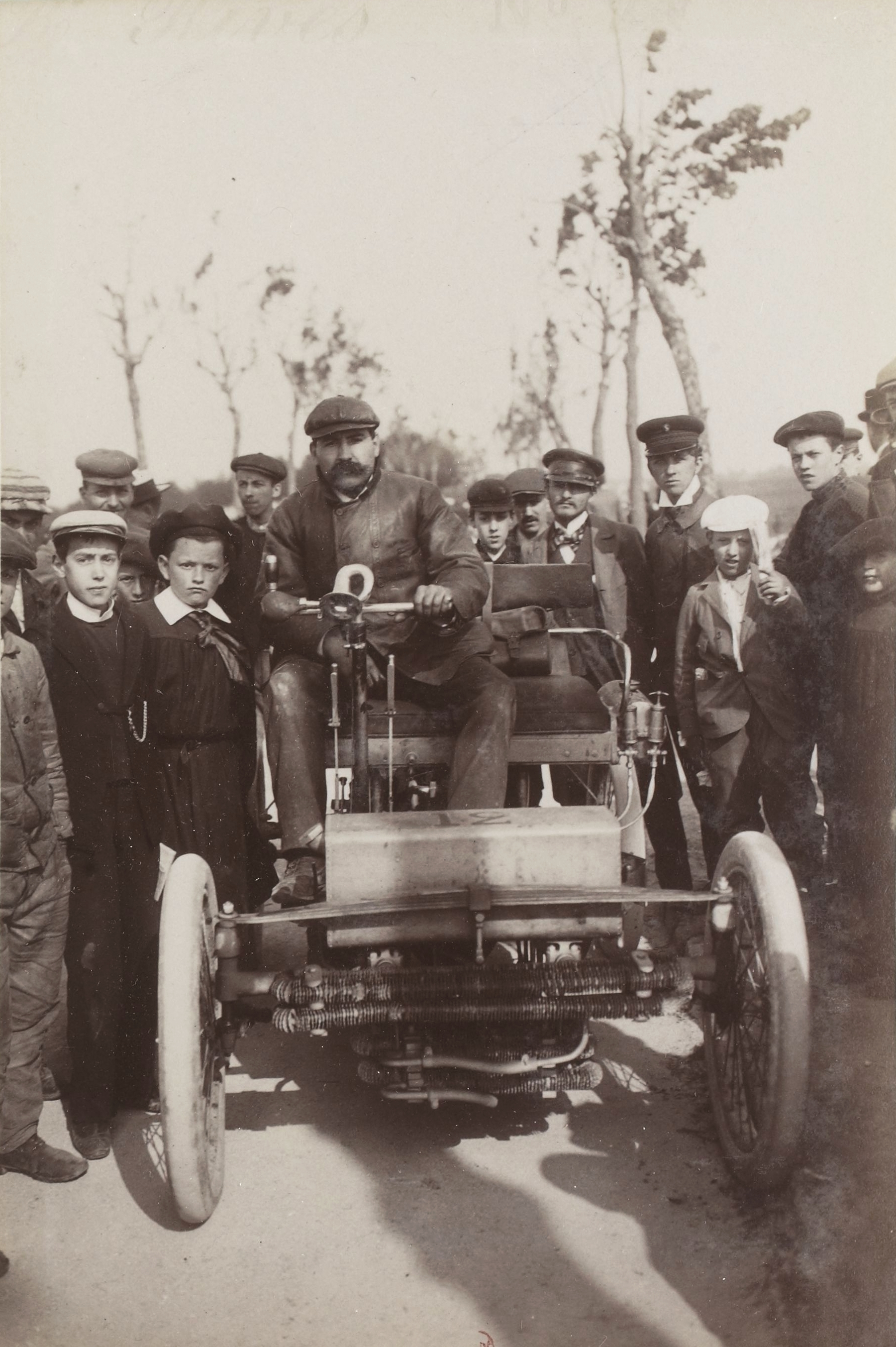
Decauville 8 CV (1900 Critérium des Voiturettes, Chabrière)
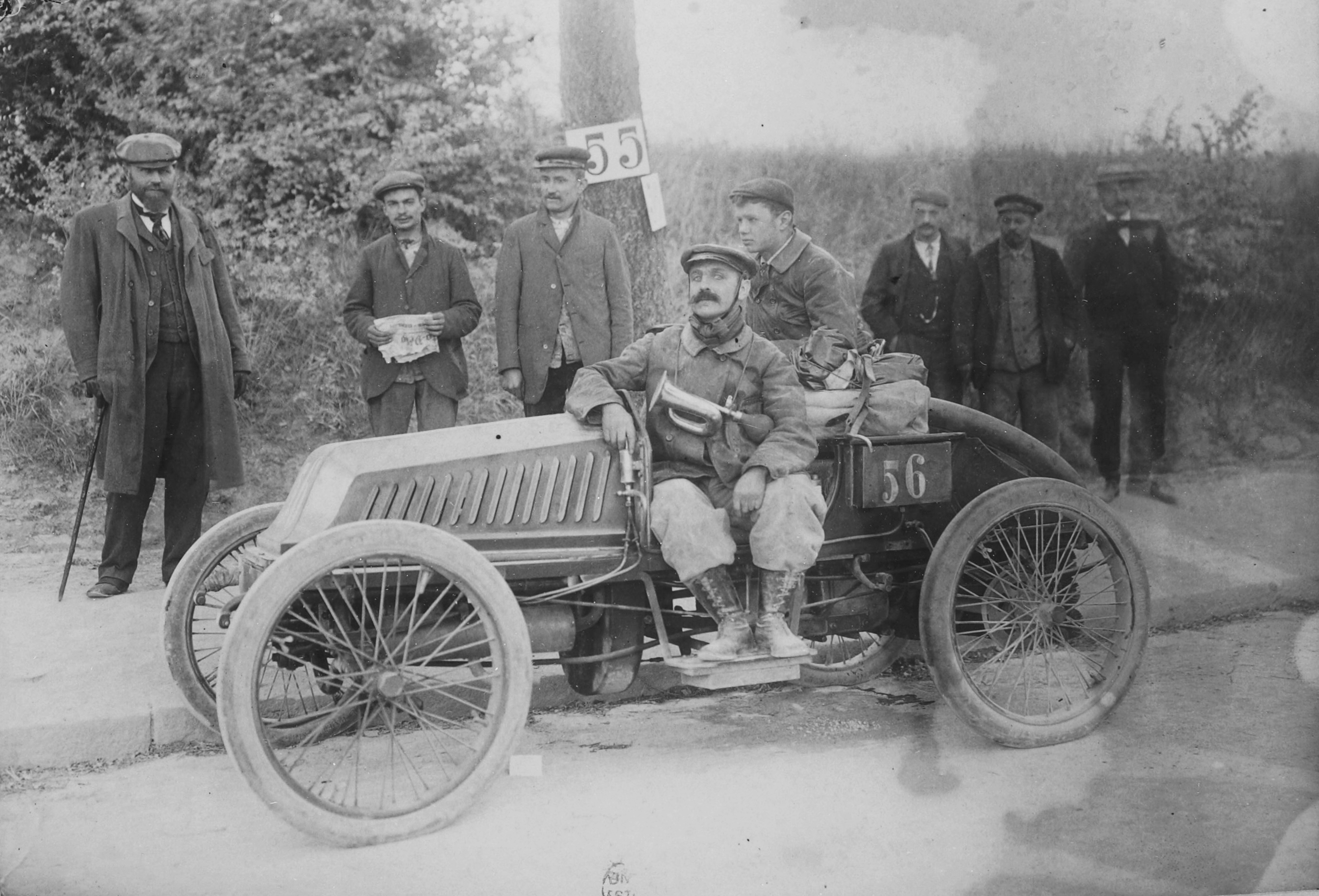
Decauville 8 CV (1901 Paris-Berlin, Page)
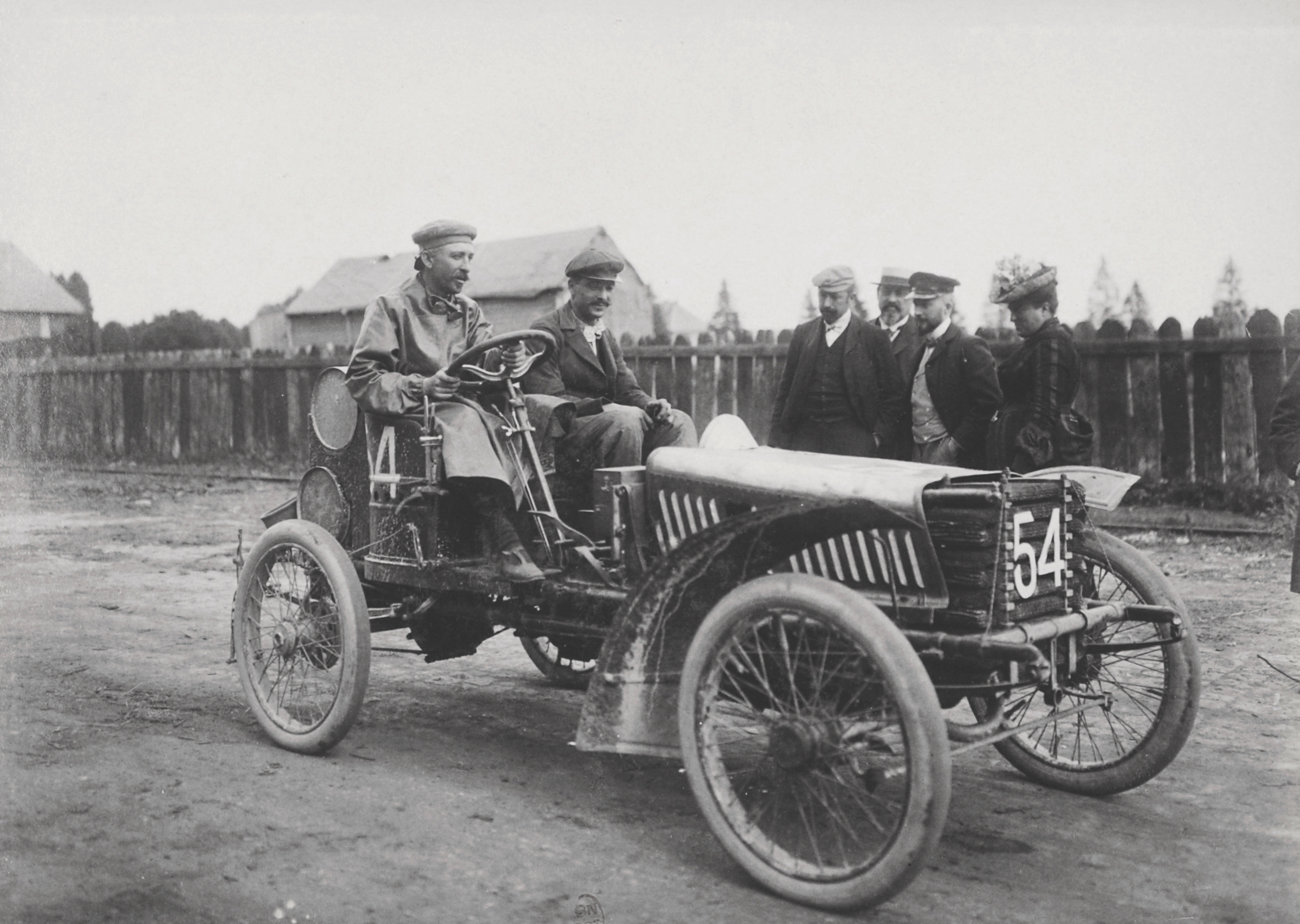
Decauville 18 CV (1902 Circuit des Ardennes, de la Touloubre)
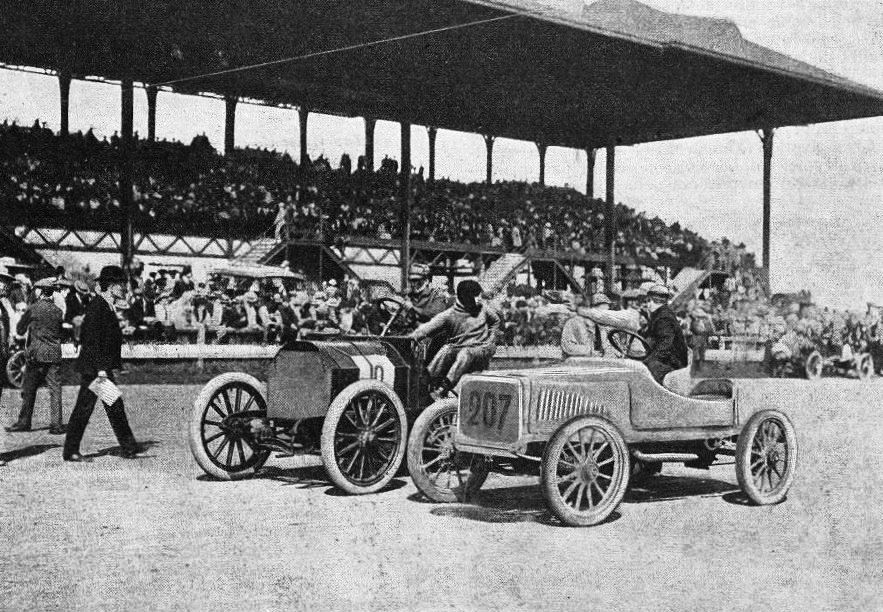
Decauville 18 CV (1903 Empire City, Henri Page, #207)
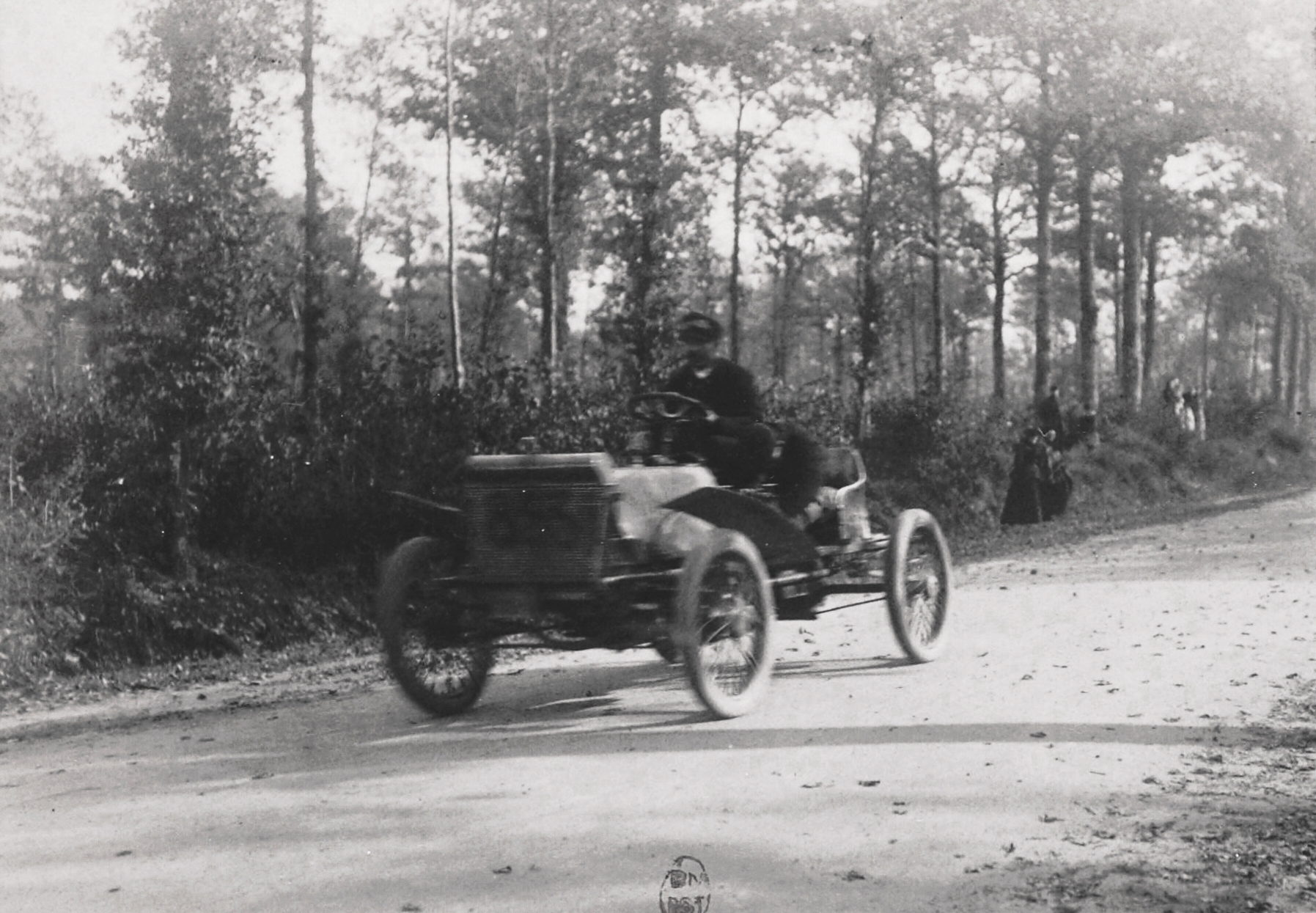
Decauville 24 CV (1903 Dourdan, de la Touloubre)
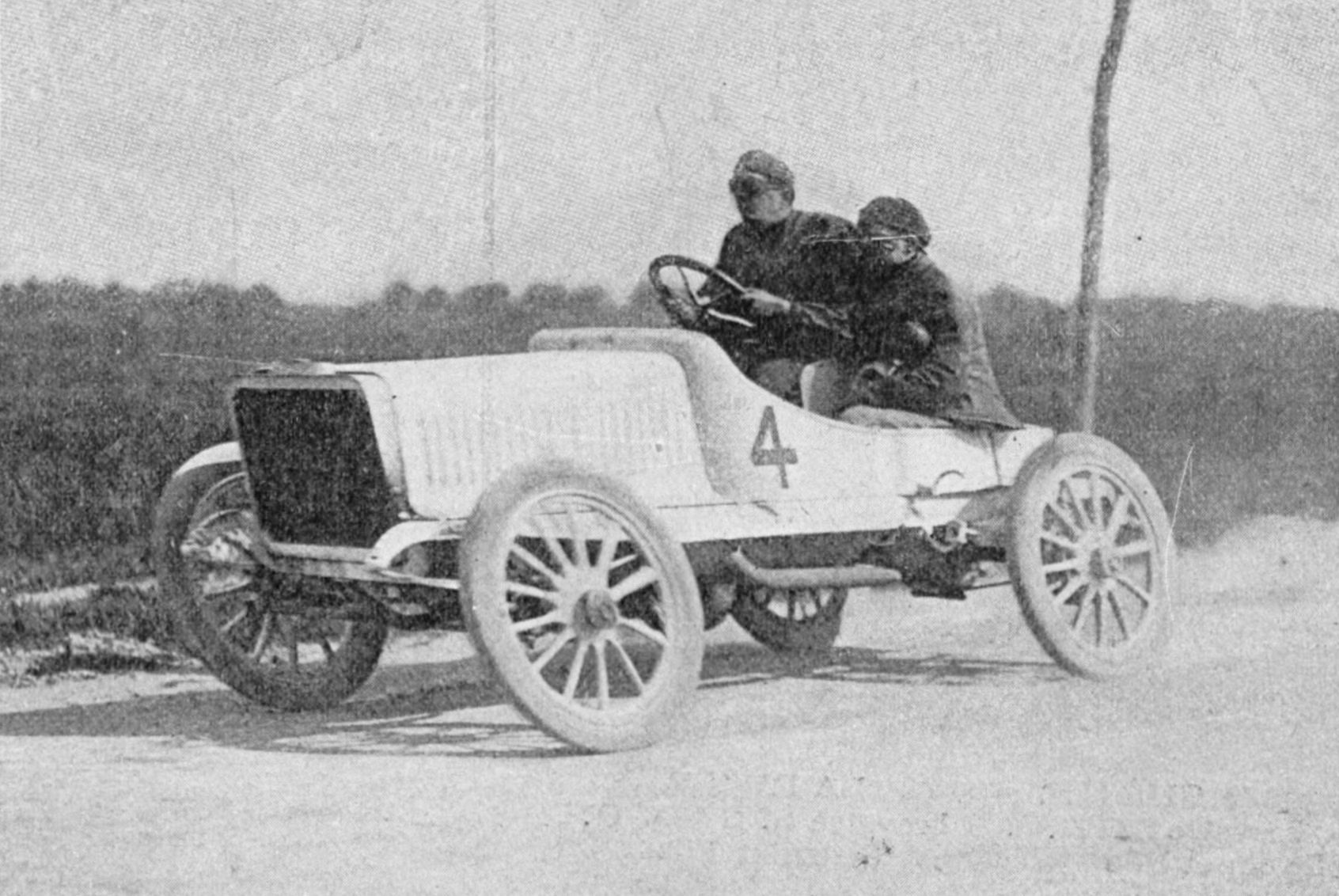
Decauville 45 CV (1903 Paris-Madrid, Théry)